# Gabriel Tęczyński (zm. 1497)
Gabriel Tęczyński, z Morawicy herbu Topór, (ur. ok. 1430, zm. 27 października 1497 w bitwie pod Koźminem) – polski szlachcic, rycerz, dziedzic m.in. Kraśnika, Końskowoli, właściciel ziemski.

## Pochodzenie
Był najmłodszym synem kasztelana krakowskiego, bieckiego i wojnickiego Jana (zm. 1470) i Barbary Lanckorońskiej z Brzezia h. Zadora.
Miał sześciu braci i trzy siostry. Jego bratem był m.in.: Andrzej Tęczyński (zm. 1503) - kasztelan małogoski, sadecki, wojnicki; Zbigniew Tęczyński (zm. 1498) - starosta malborski i lwowski; Stanisław Tęczyński (zm. 1487) - podkomorzy chełmski(1468) i wojewoda bełski; ks. Sędziwój Tęczyński (zm. 1479) – sekretarz królewski i rektor UJ; Mikołaj Tęczyński - wojewoda ruski i bełski.
Żonaty z Anną z Konińskiej Woli, która wniosła mu w wianie klucz końskowolski, miał z nią siedmioro dzieci. Miał trzech synów: Jana, Stanisława, i Andrzeja Tęczyńskiego - dziedzica Końskowoli, dla której uzyskał prawa miejskie w 1532 r., oraz cztery córki: Helenę, Barbarę, Beatę i Annę.

## Życiorys
Pierwotnie przeznaczony był, tak jak i jego brat Sędziwój, do stanu duchownego. Otrzymał nawet niższe święcenia. W 1480 r. objął prebendę i kanonię przy rodowej świątyni pw. św. Idziego w Krakowie. Około 1482 roku zrezygnował z kariery duchownej. Był właścicielem klucza morawickiego w ziemi krakowskiej (4 wsie, m.in. Baczyn) i Zdziłowic w ziemi lubelskiej i Kraśnika. Miał swoją siedzibę w Końskowoli. Brał udział w wyprawie Jana Olbrachta do Mołdawii, podczas której zginął 27 października 1497 roku w bitwie pod Koźminem. Jego renesansowy grobowiec ufundowany przez jego syna Jana, znajduje się w kaplicy Tęczyńskich w kościele pw. Wniebowzięcia NMP i św. Michała Archanioła w Kraśniku.